# Батлер, Генри, 14-й виконт Монтгаррет
Генри Эдмунд Батлер, 14-й виконт Маунтгаррет (англ. Henry Edmund Butler, 14th Viscount Mountgarret; 18 декабря 1844 — 2 октября 1912) — британский аристократ.

## Биография
Родился 18 декабря 1844 года. Единственный сын Генри Эдмунда Батлера, 13-го виконта Маунтгаррета (1816—1900), и его жены Фрэнсис Пенелопы Роусон (? — 1886). Он получил образование в Итонском колледже и в колледже Крайст-черч Оксфордского университета.
Он получил чин лейтенанта в 1-м лейб-гвардейскому полку. Он занимал должности мирового судьи Уэст-Райдинга в Йоркшире, заместителя лейтенанта Уэст-Райдинга в Йоркшире и заместителя лейтенанта графства Килкенни.
26 мая 1891 года его имя было официально изменено на Генри Эдмунд Роусон-Батлер по королевской лицензии.
26 августа 1900 года после смерти своего отца Генри Батлер унаследовал титул 14-го виконта Маунтгаррета в графстве Уэксфорд (Пэрство Ирландии).
В 1890 году после смерти своей родственницы Элизабет Роусон Генри Батлер унаследовал Нидд-холл.
В 1895 году он занимал пост главного шерифа Йоркшира.
20 июня 1911 года ему был присвоен титул барона Маунтгаррета из Нидд-Холла в Уэст-Райдинга графства Йоркшир (Пэрство Соединённого королевства), что позволило ему и его потомкам заседать в Палате лордов до принятия Акта о Палате лордов 1999 года.

## Браки и дети
Лорд Маунтгаррет был женат дважды. 1 октября 1868 года он женился первым браком на Мэри Элеонор Чарльтон (? — 12 мая 1900), дочери Сент-Джона Чивертона Чарльтона и Энн Чарльтон. У них было четверо детей:
- Достопочтенная Элинор Фрэнсис Батлер (25 ноября 1869 — 8 декабря 1943), в 1889 году она вышла замуж первым браком за Эндрю Шерлока Лоусона (1855—1914), от которого у неё было двое детей. В 1918 году она во второй раз вышла замуж за Альфреда Джеймса Бетелла (? — 1920).
- Достопочтенная Этель Мэри Батлер (11 июня 1871 — 27 января 1926), в 1897 году она вышла замуж за Генри Римингтона-Уилсона (1854—1915), от брака с которым у неё был один сын.
- Эдмунд Сомерсет Батлер, 15-й виконт Маунтгаррет (1 февраля 1875 — 22 июня 1918)[1], старший сын и преемник отца.
- Кэтлин Грейс Батлер (1 февраля 1875 — 30 августа 1875)

5 февраля 1902 года в церкви Всех Святых на Маргарет-стрит в Лондоне лорд Маунтгаррет вторично женился на Робине Мэрион Ханнинг-Ли (ок. 1874 — 13 декабря 1944), дочери полковника Эдварда Ханнинга-Ли, и Джорджианы Эммы Марджорибэнкс. У них был один ребенок:
- Пирс Генри Август Батлер, 16-й виконт Маунтгаррет (28 августа 1903 — 2 августа 1966)[1].

Виконт Маунтгаррет скончался 2 октября 1912 года в возрасте 67 лет. Ему наследовал его сын от первого брака, Эдмунд Сомерсет Батлер.